# Chilo kanra
Chilo kanra là một loài bướm đêm trong họ Crambidae.